# Metriopelia melanoptera
Metriopelia melanoptera là một loài chim trong họ Columbidae.